# Piper carnibracteum
Piper carnibracteum är en pepparväxtart som beskrevs av C. Dc.. Piper carnibracteum ingår i släktet Piper och familjen pepparväxter. Inga underarter finns listade i Catalogue of Life.